# Wapen van Ransdorp
Het wapen van het Ransdorp werd op 22 juni 1816 bij de Noord-Hollandse gemeente Ransdorp in gebruik bevestigd door de Hoge Raad van Adel. Het wapen is een van de wapens waarop de Waterlandse zwaan afgebeeld staat. Ondanks verschillende gemeentelijke herindelingen bleef de gemeente het wapen gebruiken. Het wapen bleef hierdoor tot 1 januari 1921 in gebruik. Op die datum is de gemeente geannexeerd door de gemeente Amsterdam. De nieuw gevormde gemeente Amsterdam heeft er voor gekozen het oude wapen van Amsterdam te blijven voeren.

## Blazoenering
De blazoenering van het wapen luidt als volgt:
Van keel, beladen met een zwaan van zilver, houdende in zijn regter poot de eendrachtspijlen van goud.
Het schild is rood van kleur met daarop een zilveren zwaan. Net als alle andere Waterlandse wapens houdt de zwaan in zijn rechterpoot een bundel gouden pijlen vast. Niet vermeld is dat de zwaan op een groene ondergrond staat en dat hij om zijn nek een gouden band heeft. In oudere versies heeft de zwaan een kroon van drie bladeren, een gravenkroon, om de nek.

## Symboliek
De zwaan is de Waterlandse zwaan, symbool voor de regio Waterland en de zes belangrijkste plaatsen in de regio. Dit waren: Ransdorp, Schellingwoude, Zuiderwoude, Landsmeer, Broek in Waterland en Zunderdorp.
In het voormalige raadhuis is een gevelsteen aangebracht. Deze gevelsteen toont de zwaan geheel van zilver met in de rechterpoot zes gouden pijlen. Deze pijlen staan voor de dorpen van de Waterlandse Unie (1619 - 1811): Ransdorp, Zuiderwoude, Landsmeer, Broek in Waterland, Schellingwoude en Zunderdorp. Onder de gevelsteen staat de volgende tekst om de Unie extra te benadrukken: Eendracht doet cleyne saecken bloeyen in macht en oock in welstant groeyen.

## Vergelijkbare wapens
De volgende wapens hebben eveneens de Waterlandse zwaan op het schild staan:

Het wapen van Buiksloot
Het wapen van Broek in Waterland
Het wapen van Landsmeer
Het wapen van Nieuwendam
Het wapen van de gemeente Waterland
Het wapen van het Dijkbestuur van Waterland
Het wapen van het waterschap De Waterlanden

Abbekerk
· Akersloot
· Andijk
· Ankeveen
· Anna Paulowna
· Assendelft
· Avenhorn
· Barsingerhorn
· Beemster
· Beets
· Bennebroek
· Berkenrode
· Berkhout
· Bijlmermeer
· Blokker
· Bovenkarspel
· Broek in Waterland
· Broek op Langedijk
· Buiksloot
· Bussum
· Callantsoog
· De Rijp
· Egmond
· Egmond aan Zee
· Egmond-Binnen
· Graft
·  Graft-De Rijp
· 's-Graveland
· Groet
· Grootebroek
· Grosthuizen
· Haarlemmerliede
· Haarlemmerliede en Spaarnwoude
· Harenkarspel
· Heerhugowaard
· Hensbroek
· Hoogkarspel
· Hoogwoud
· Ilpendam
· Jisp
· Kalslagen
· Katwoude
· Koedijk
· Koog aan de Zaan
· Kortenhoef
· Krommenie
· Kwadijk
· Langedijk
· Leimuiden
· Limmen
· Marken
· Middelie
· Midwoud
· Monnickendam
· Muiden
· Naarden
· Nederhorst den Berg
· Nibbixwoud
· Niedorp
· Nieuwe Niedorp
· Nieuwendam
· Nieuwer-Amstel
· Noord-Scharwoude
· Noorder-Koggenland
· Obdam
· Oosthuizen
· Opperdoes
· Oterleek
· Oude Niedorp
· Oudendijk
· Oudkarspel
· Oudorp
· Petten
· Ransdorp
· Schardam
· Scharwoude
· Schellingwoude
· Schellinkhout
· Schermer
· Schermerhorn
· Schoorl
· Schoten
· Sijbekarspel
· Sint Maarten
· Sint Pancras
· Sloten
· Spaarndam
· Spaarnwoude
· Spanbroek
· Twisk
· Urk
· Ursem
· Veenhuizen
· Venhuizen
· Warder
· Warmenhuizen
· Waverveen
· Weesp
· Weesperkarspel
· Wervershoof
· Wester-Koggenland
· Westwoud
· Westzaan
· Wieringen
· Wieringermeer
· Wieringerwaard
· Wijdenes
. Wijdewormer
. Wijk aan Zee en Duin
· Wimmenum
· Winkel
· Wognum
· Wormer
· Wormerveer
· Zaandam
· Zaandijk
· Zeevang
· Zijpe
· Zuid-Scharwoude
· Zuid- en Noord-Schermer
· Zwaag

Dorpswapens:
Hauwert
· Volendam
· Zwaagdijk-West